# Lydella adiscalis
Lydella adiscalis là một loài ruồi trong họ Tachinidae.